# المقصر (الرجم)

تعديل مصدري - تعديل

المقصر هي إحدى قرى عزلة المدني بمديرية الرجم التابعة لمحافظة المحويت، بلغ تعداد سكانها 403 نسمة حسب تعداد اليمن لعام 2004.